# Chergheș, Hunedoara
Chergheș este un sat în comuna Cârjiți din județul Hunedoara, Transilvania, România.

## Monumente istorice
- Biserica de lemn „Sfânta Cuvioasă Paraschiva”

## Imagini

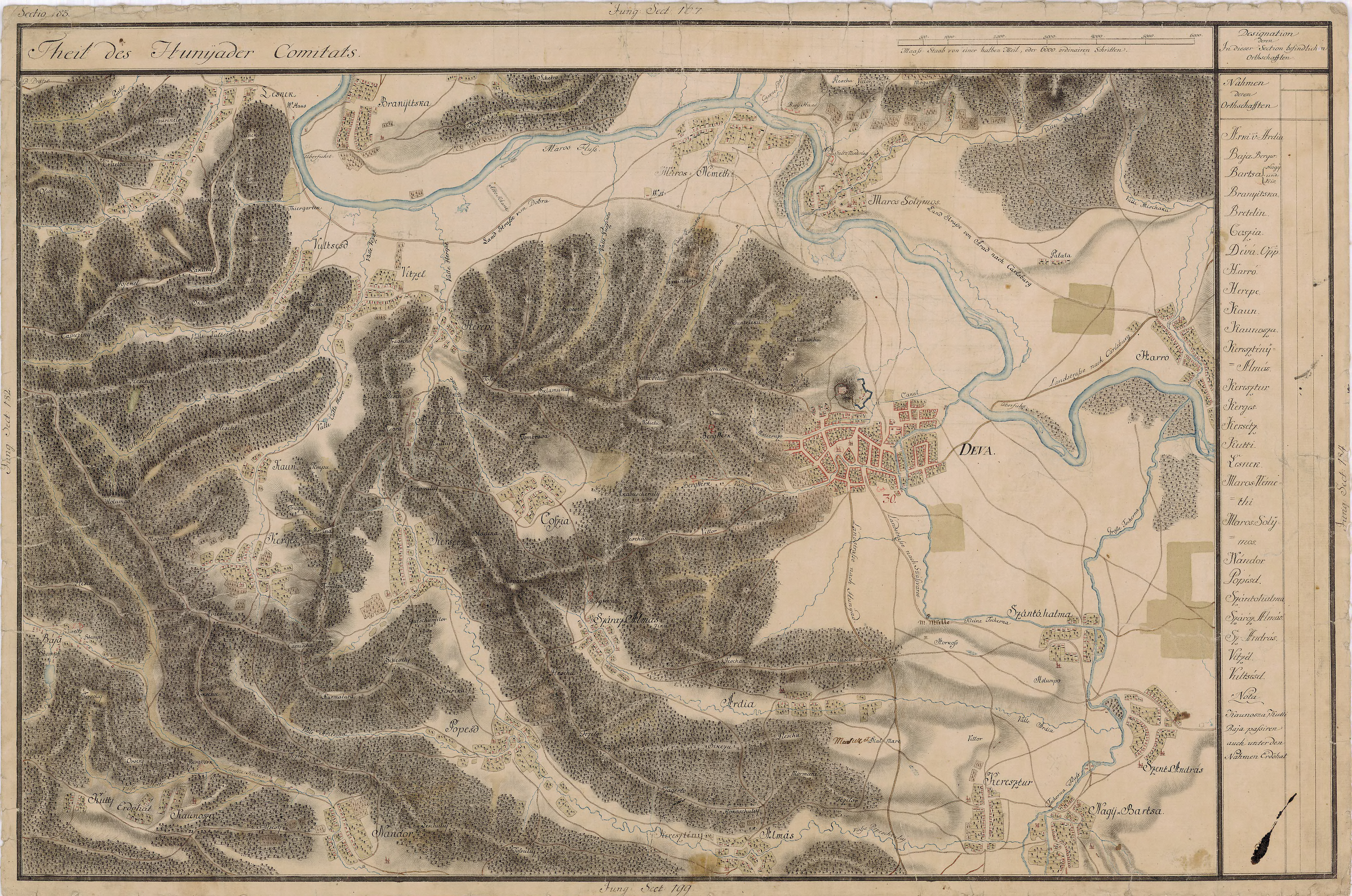
Chergheș în Harta Iosefină a Transilvaniei, 1769-1773